# Ospitaletto
Ospitaletto är en ort och kommun i provinsen Brescia i regionen Lombardiet i Italien. Kommunen hade 14 774 invånare (2018).